# Jól áll neki a halál
A Jól áll neki a halál (eredeti cím: Death Becomes Her)  1992-ben bemutatott amerikai fantasy-filmvígjáték Robert Zemeckis rendezésében. A forgatókönyvet David Koepp és Martin Donovan írta, a főbb szerepekben Meryl Streep, Goldie Hawn és Bruce Willis látható.
Az 1992. július 7-én bemutatott film vegyes kritikákat kapott, de bevételi szempontból sikert aratott. A film úttörőnek számított a számítógépes effektusok használatában, ennek köszönhetően elnyerte a legjobb vizuális effektusoknak járó Oscar-díjat.

## Összefoglaló
A történet középpontjában két egymással rivalizáló nő áll, akik egy örök fiatalságot ígérő elixírrel próbálják meg ugyanazt a férfit elcsábítani, azonban a szernek nem várt mellékhatásai adódnak.

## Szereplők
| Színész             | Szerep                    | Magyar hang        |
| ------------------- | ------------------------- | ------------------ |
| Meryl Streep        | Madeline Ashton           | Kútvölgyi Erzsébet |
| Bruce Willis        | Dr. Ernest Menville       | Dörner György      |
| Goldie Hawn         | Helen Sharp               | Csere Ágnes        |
| Isabella Rossellini | Lisle von Rhuman          | Hámori Ildikó      |
| Ian Ogilvy          | Chagall                   | Széles László      |
| Adam Storke         | Dakota Williams           |                    |
| Alaina Reed Hall    | pszichológus              | Zsolnai Júlia      |
| Michelle Johnson    | Anna Jones                |                    |
| Mary Ellen Trainor  | Vivian Adams              | Spilák Klára       |
| Susan Kellermann    | ápolónő a sürgősségin     | Biró Anikó         |
| William Frankfather | Mr. Roy Franklin          | Csurka László      |
| John Ingle          | gyászbeszédet mondó férfi |                    |
| Debra Jo Rupp       | páciens                   |                    |
| Fabio               | Lisle testőre             |                    |
| Sydney Pollack      | orvos a sürgősségin       | Kárpáti Tibor      |

## Fogadtatás

### Kritikai visszhang
A Jól áll neki a halál vegyes fogadtatásban részesült a kritikusok körében, a Rotten Tomatoes oldalán 54%-ot kapott 54 véleményező alapján, az átlagos értékelés 5.8/10 volt. Sok újságíró a furcsa fekete humorát dicsérete, vagy éppen kritizálta, de abban mindnyájan egyetértettek, hogy egy nagyon különleges világú, nem mindennapi alkotást tett le az asztalra Robert Zemeckis, szintúgy abban, hogy nem ez a rendező legjobb filmje.[forrás?]

### Bevételi adatok
A bevételek már pozitívabbaknak tekinthetők, a Box Office Mojo adatai szerint hazájában majdnem az összbevétel 40%-át, vagyis több mint 58 millió dollárt hozott vissza, míg világviszonylatban nézve ez a szám 90 millió, így a teljes bevétel 148 millió dollár. A Jól áll neki a halál 55 millió dollárból készült el, így már az Egyesült Államokban visszahozta a belé fektetett pénzt.